# Шадріно (Цілинний район)
Ша́дріно (рос. Шадрино) — село у складі Цілинного району Алтайського краю, Росія. Входить до складу Бочкарівської сільської ради.

## Населення
Населення — 25 осіб (2010; 132 у 2002).
Національний склад (станом на 2002 рік):
- росіяни — 99 %